# Minch

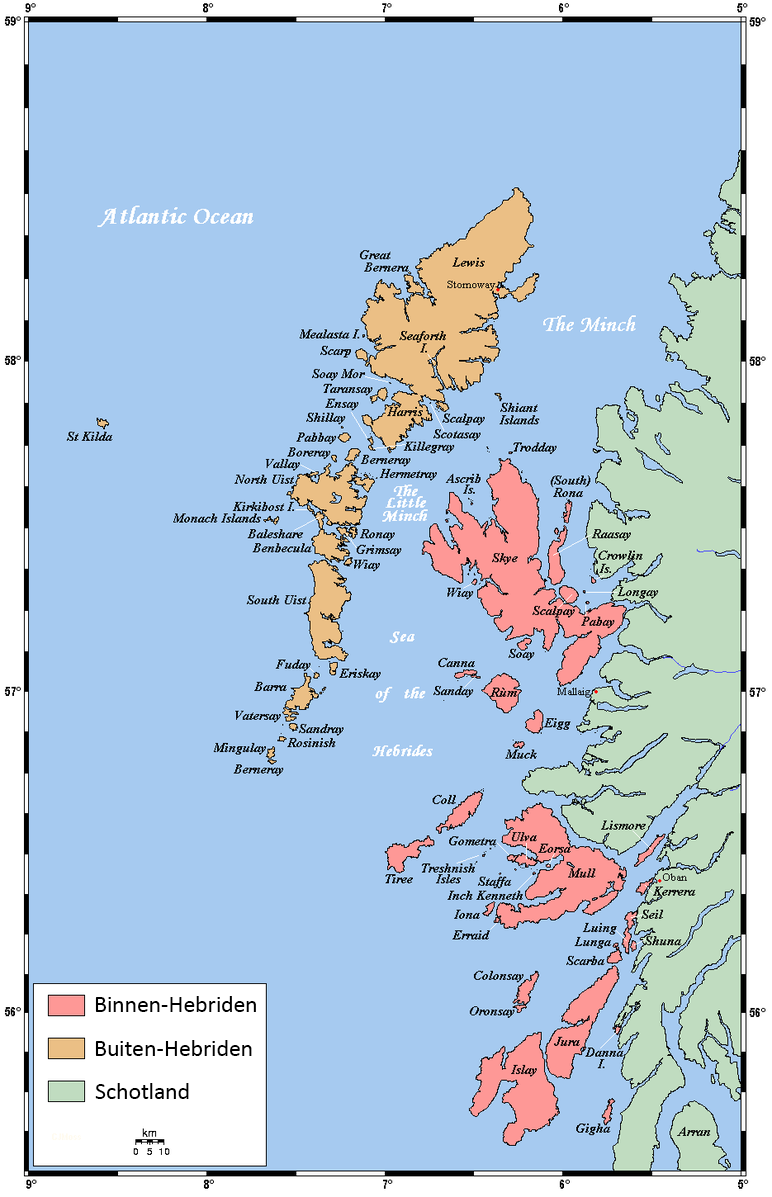
De Minch tussen Schotland en de Hebriden

De Minch, Schots-Gaelisch: An Cuan Sgitheanach, Cuan na Hearadh, An Cuan Leòdhasach, is een zee die ten noordwesten van Schotland ligt. De Minch ligt tussen Schotland, de noordelijke Binnen-Hebriden en de Buiten-Hebriden en is een deel van de Atlantische Oceaan. In de vroege middeleeuwen stond deze zeestraat in het Oudnoords bekend als Skotlandsfjörð. Er ligt ten zuiden van de Minch een zeestraat tussen Harris, North Uist en Skye van de Buiten-Hebriden en de Binnen-Hebriden. Dat is The Little Minch, The Lower Minch of an Cuan Canach en die gaat in het zuiden weer in de Hebridenzee over.
Er staan op het 'vasteland' van Schotland vuurtorens bij Barra Head, Stoer Head, Ushenish en Hyskeir en op de eilanden om de Minch staan er nog  meer. Er varen verschillende veerdiensten op de Minch, onder andere tussen Steòrnabhagh en Ullapool.
De Hebriden vormen de archipel in de Atlantische Oceaan ten westen van het noorden van Schotland.

## Scheepsramp
Het zeilschip de Iolaire leed op 1 januari 1919 schipbreuk op de rotsen The Beasts of Holm, in de buurt van de haven van Stornoway, en zonk. 205 van de 280 opvarenden kwamen hierbij om het leven, waarmee het een van de grootste Britse zeerampen in vredestijd is.